# Превалє
Превалє (словен. Prevalje) — поселення в общині Превалє, Регіон Корошка, Словенія. Висота над рівнем моря: 415,7 м.